# 못말리는 드라큐라
《못말리는 드라큐라》(Dracula: Dead And Loving It)는 미국에서 제작된 멜 브룩스 감독의 1995년 코미디, 공포 영화이다. 레슬리 닐슨 등이 주연으로 출연하였고 멜 브룩스 등이 제작에 참여하였다.
이 영화는 소설에서 파생된 1931년 고전 영화 드라큘라의 이야기를 따른다. 이 영화는 비평가들로부터 혹평을 받았으며 박스오피스에서 완전히 실패하였다.

## 출연

### 주연
- 레슬리 닐슨
- 피터 맥니콜
- 스티븐 웨버
- 에이미 야스벡
- 리셋 안소니
- 하비 콜먼
- 멜 브룩스

### 조연
- 마크 블랭크필드
- 메간 카바나
- 클리브 레빌
- 앤 반크로포트

## 기타
- 원작자: 브램 스토커
- 협력프로듀서: 로버트 라덤 브라운
- 협력프로듀서: 레아 자피
- 미술: 로이 포지 스미스
- 의상: 도디 쉐퍼드
- 배역: 빌 쉐파드
- 배역: 린제이 창